# Huperzia saururoides
Huperzia saururoides là một loài thực vật có mạch trong Họ Thạch tùng. Loài này được (Bory & d'Urv.) Rothm. mô tả khoa học đầu tiên năm 1951.